# Chřapáč jamkatý
Chřapáč jamkatý (Helvella lacunosa) je vřeckovýtrusná houba z čeledi chřapáčovitých.

## Popis

### Makroskopický
Plodnice je vysoká 2–15 cm, rozlišená na klobouk a třeň. Velikost bývá značně proměnlivá, často se jedná o drobné houby několik centimetrů velké, vyskytují se však i plodnice přes 15 cm vysoké.
Klobouk je tenkomasý a křehký, nepravidelného tvaru a povrchu, zpravidla sedlovitý či cípatý, složený z několika, obyčejně 2 až 4, nepravidelných větších laloků. Okraje klobouku jsou volné, nepřirůstají ke třeni (místo srůstu se nachází zhruba v polovině výšky klobouku, na jeho vnitřní straně). Barva klobouku bývá světle kouřově našedlá, šedohnědá, nejčastěji však tmavě šedočerná. Klobouk je na povrchu drobně hrbolkatý, obyčejně matný, za vlhka lesklý. Vnější povrch klobouku je pokryt výtrusorodým rouškem – theciem.
Třeň, který dal houbě české i latinské druhové jméno, je několik centimetrů dlouhý, chrupavčitý a celkem tuhý, víceméně dutý, nepravidelného průřezu; na bázi bývá často ztlustlý. Jeho povrch je pokryt nápadnými podélnými žebry, místy příčně propojenými, která mezi sebou vytváří prohlubně i hlubší oválné komorovité jamky. Barva třeně bývá bělavá, našedlá a nebo i tmavě sazově šedočerná.
Celkově je vzhled houby dosti proměnlivý, plodnice nabývají mnoha pozoruhodných, nápadně pitoreskních tvarů, nicméně pro své zbarvení a případně i drobný vzrůst často splývají s povrchem.

### Mikroskopický
Výtrusy, bezbarvé, hladké a s jednou velkou centrální tukovou kapkou, krátce elipsoidního tvaru, o rozměrech 15–19 × 9–12 μm jsou uloženy po osmi ve vřeckách až 300 μm dlouhých. Výtrusný prach je bílé barvy.

## Výskyt

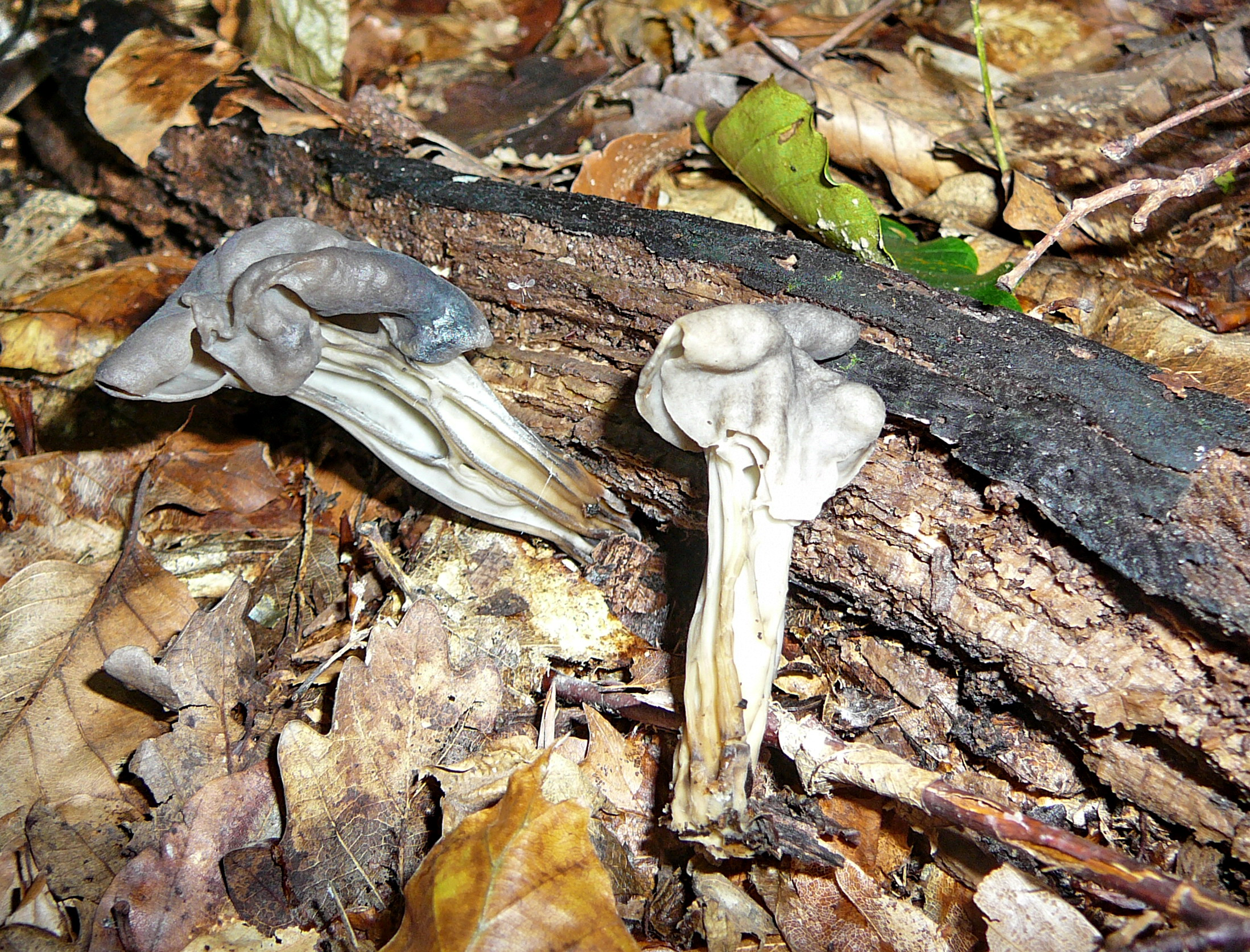
Plodnice chřapáče jamkatého rostoucí v listnatém lese mezi listím a trouchnivějícím dřevem; Karlštejnsko.

Chřapáč jamkatý je spíše nepříliš hojný druh, který se vyskytuje zhruba od května do října od nížin do hor. Roste převážně v listnatých či smíšených lesích a jiných listnatých porostech, často na okrajích lesních cest, ve strouhách, na světlých okrajích lesa nebo naopak na vlhkých stinných místech. Vyrůstá z holé půdy, z listí, v mechu nebo na tlejícím dřevě. Roste jednotlivě nebo v malých skupinách, někdy však i ve značném množství, např. podél lesní cesty v úsecích dlouhých i stovky metrů.

## Užití a další poznámky
Chřapáč jamkatý je dobrá jedlá houba, avšak drobná a vzácně se vyskytující. Je doporučováno důsledně dbát pečlivé tepelné úpravy a vystříhání se sběru starších plodnic.
České jméno chřapáč je nejspíše dosti starobylé, doložené (v jiné podobě) např. již z Glossáře mistra Klareta. Slovo je odvozeno od označení pro rozpukanou, drsnou, popř. starou houbu. Pojem chřapáč původně označoval i příbuznou houbu ucháč.

## Podobné druhy

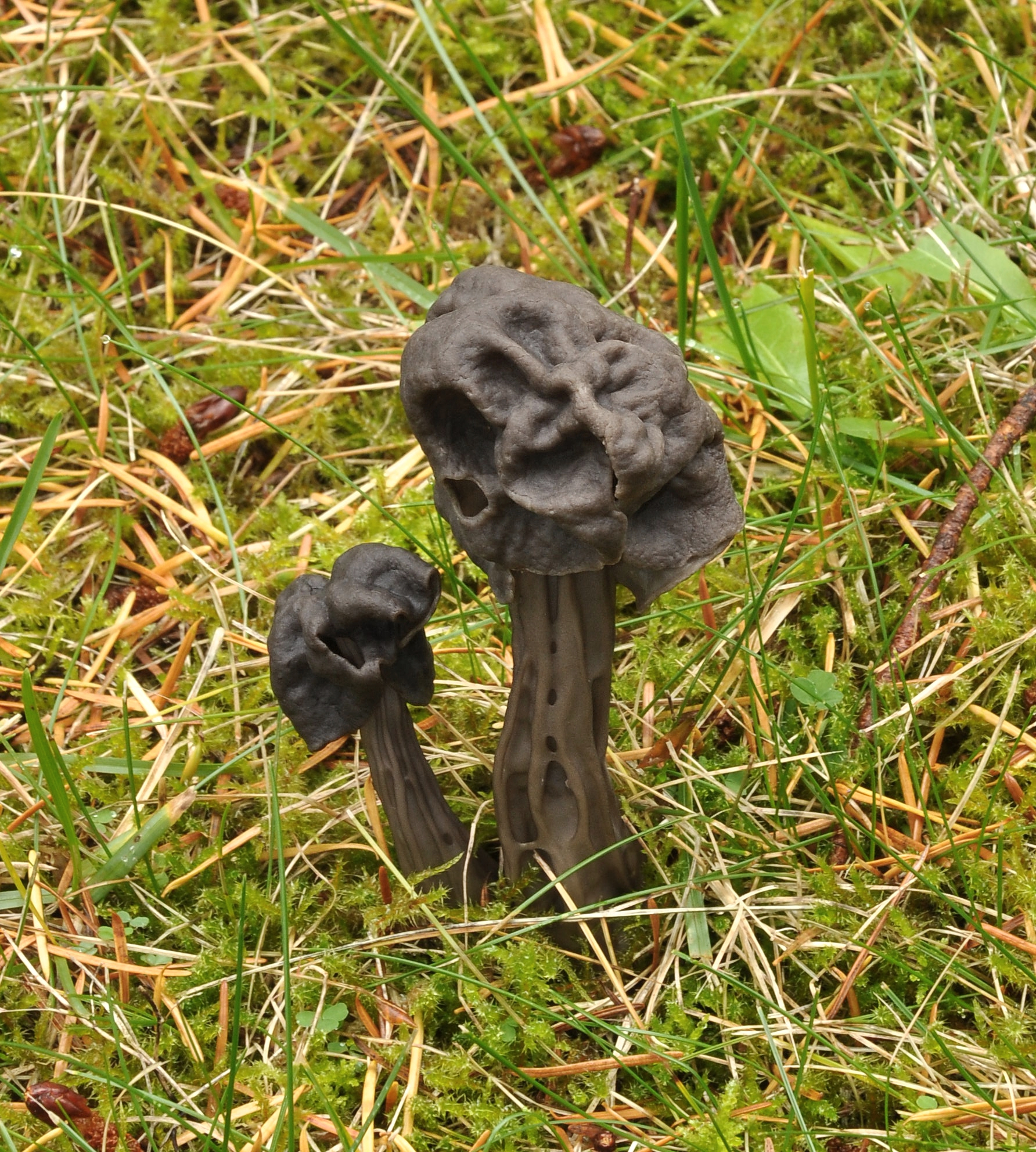
Chřapáč jamkatý. Charakteristické je tmavé zbarvení, laločnatě cípatý klobouk a žebernatý třeň.

Chřapáč jamkatý je charakteristický a relativně snadno určitelný druh. Poněkud podobné jsou další druhy chřapáčů s žebernatým třeněm, hlavně chřapáč kadeřavý (Helvella crispa), který má mohutné plodnice lišící se především bělavou či krémovou barvou a mnohem více členitý, „roztřepený“ klobouk, a drobný, vzácný chřapáč hnědý (Helvella fusca) s kaštanově hnědým kloboukem a světlým třeněm.
Na první pohled se chřapáči jamkatému můžou podobat i vzácné druhy chřapáč tmavý (Helvella atra) či chřapáč bělonohý (Helvella spadicea). Oba zmíněné druhy se jasně odlišují víceméně hladkým, nežebernatým třeněm i dalšími znaky.
Jedovatý ucháč obecný (Gyromitra esculenta), rostoucí na jaře v jehličnatých lesích, má velký, mozkovitě zprohýbaný klobouk kaštanově hnědé barvy a nežebernatý světlý třeň.